# Chersotis cyrnea
Chersotis cyrnea is een vlinder uit de familie uilen (Noctuidae). De wetenschappelijke naam is voor het eerst geldig gepubliceerd in 1908 door Spuler.
De soort komt voor in Europa.